# استیون راس
استیفن راس (انگلیسی: Stephen Ross؛ ۳ فوریه ۱۹۴۴ – ۳ مارس ۲۰۱۷) اقتصاددان، نظریه‌پرداز و استاد دانشگاه اهل ایالات متحده آمریکا بود. وی به دلیل آغاز چندین نظریه و الگوی مهم در حوزه اقتصاد مالی شناخته شده است و خالق چندین مدل اقتصادی همچون؛ نظریه قیمت‌گذاری آربیتراژ، مدل کاکس-اینگرسول-راس و مسئله کارفرما-کارگزار می‌باشد. راس برندهٔ جوایزی همچون پروفسور استرلینگ و کمک‌هزینه گوگنهایم شده‌است.